# Octávio Rainho da Silva Neves
Octávio Rainho da Silva Neves (* 14. November 1929 in Rio de Janeiro) ist ein ehemaliger brasilianischer Diplomat.

## Leben
Octávio Rainho da Silva Neves ist der Sohn von Margarida Rainho Cameiro Neves und Frederico da Silva. 1955 wurde Octávio Rainho da Silva Neves der Comissão de Exportação de Materiais Estratégicos als Gesandtschaftssekretär zugewiesen und war von 1955 bis 1958 Nachrückdelegierter bei der Comissão de Estudos Relativos a Navegação Aérea Internacional.
Im Jahr 1956 war er Mitglied der brasilianischen Delegation zur Gründung der Internationalen Atomenergie-Organisation in New York City und Gesandtschaftsrat zur Sitzungsperiode der Vollversammlung der Vereinten Nationen. Zwei Jahre später vertrat er die brasilianische Regierung bei der Comissão Interamericana de Energia Nuclear in Washington, D.C.
Als Gesandtschaftssekretär zweiter Klasse wurde Neves von 1962 bis 1964 in Paris und von 1967 bis 1971 als Gesandtschaftssekretär erster Klasse in London eingesetzt. Nach einer Verwendung im Jahr 1972 als Geschäftsträger in Kairo wurde Neves von 1974 bis 1977 als Gesandtschaftsrat nach Paris versetzt. Ein Jahr später wurde er bis 1979 als Botschafter nach Abidjan (Elfenbeinküste) berufen und gleichzeitig bei den Regierungen in Freetown (Sierra Leone) und Ouagadougou (Burkina Faso) akkreditiert. Hier hatte er vom 19. März 1979 bis zum Oktober 1984 auch den Vorsitzen des Instituto Brasileiro do Café inne. Im Anschluss daran war er bis 1986 als Vertreter der brasilianischen Regierung bei der Ernährungs- und Landwirtschaftsorganisation der Vereinten Nationen tätig. Schließlich übernahm er von 1987 bis zum 24. August 1995 die Botschaften in Neu-Delhi, wo er gleichzeitig bei den Regierungen in Colombo und Kathmandu akkreditiert war und wo er mit Amtssitz in Neu-Delhi ab dem 22. Mai 1990 zugleich auch zum ersten brasilianischen Botschafter in Malé ernannt worden war.